# 마늘 짜개

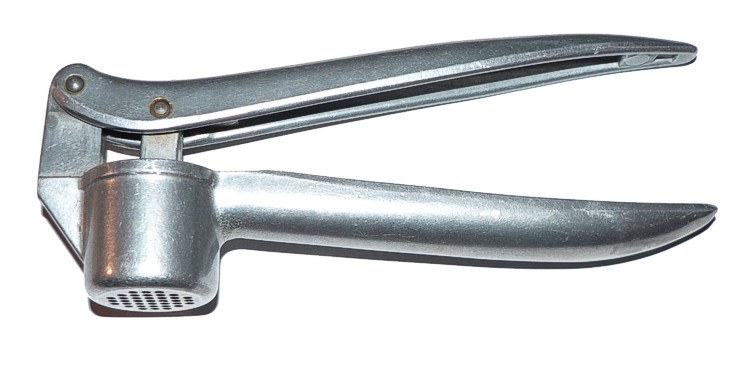
마늘 짜개

마늘 짜개(영어: garlic press 갈릭 프레스[*])는 마늘을 눌러 으깨는 도구이다. 작은 구멍이 있어, 힘을 줘 누르면 마늘이 으깨져 구멍으로 나온다.

## 사진

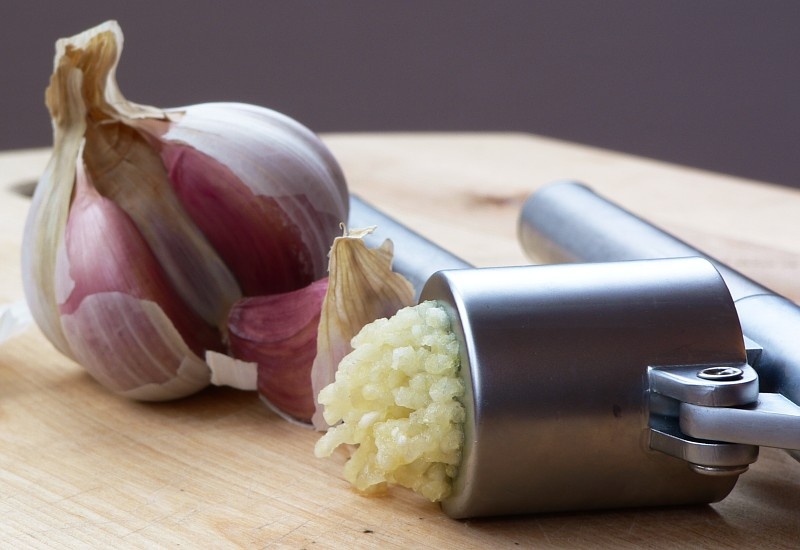
마늘 짜개와 으깨진 마늘

## 같이 보기
- 감자 짜개
- 레몬 짜개